# Mária Dombai
Mária Dombai (Hungría, 24 de diciembre de 1934) es una arquitecta húngara especialista en construcciones para la industria alimenticia .

## Formación
Estudió arquitectura en la Universidad Técnica de Budapest entre 1954 y 1959 y luego ingeniería organizacional entre los años 1975 y 1976. Se especializó en arquitectura para la industria alimenticia.

## Trayectoria
Al terminar sus estudios, Mária Dombai, comenzó a trabajar en el mayor estudio de arquitectura especializado en la industria alimentaria de Hungría  “Food industrial Design Office”. Era un momento crucial para esa industria en el país, la agricultura había alcanzado un alto nivel de calidad y de producción, el mercado se ampliaba y se exportaba a países occidentales. En ese momento fábricas de maquinaria alimenticia europea se interesaron por la industria de Hungría, lo que permitió a la arquitecta y su equipo de trabajo, estudiar los edificios más modernas del mundo para ese sector.
En esos años se desarrollaron fábricas modernas, de gran tamaño y gran capacidad de producción, se tomaron como referentes las industrias de los países occidentales, usando las últimas tecnologías disponibles. Esa  formación le permitió realizar fábricas no solo en Hungría sino en varios lugares alrededor del mundo.
En 1966 Dombai fue designada jefa de un departamento de arquitectura del estudio donde trabajaba. Se convirtió así en  la única “manager” mujer de ese estudio. Ella estuvo a cargo del desarrollo de numerosos edificios en tanto en Hungría (tambos, fábricas de pastas, edificios para procesar alimentos, fábricas de queso) como en el exterior, donde participó de un tambo para Alemania, una fábrica de queso en Líbano (destruida durante la guerra), plantas para procesar alimentos en china. Trabajó junto a su equipo  en edificios en Irak, Grecia, Irán y Argelia. En los edificios desarrollados por el estudio “Food industrial Design Office” siempre se buscaba realizar un aporte arquitectónico, en la forma, en la estructura o en los detalles.
En 1983, la arquitecta defendió satisfactoriamente su tesis de doctorado, en la que estudia las pequeñas fábricas de comida en los países en vías de desarrollo. Su trabajo se ha centrado en este tema para poder buscar y aportar una solución a los problemas alimenticios alrededor del mundo, por ejemplo crear fábricas de alimentos con una concepción que permita adaptarse a condiciones difíciles y demandas particulares de cada región. Estuvo en contacto con la organización UNIDO / UNO, quienes le otciudad de 40.000 habitantes cerca de Budapest. orgaron una beca para estudiar las fábricas de lácteos y carne en Finlandia.
La arquitecta siempre estuvo en contacto con organizaciones sin fines de lucro en relación con el tema de su especialidad. Elaboró una estricta relación entre agricultura y la industria de alimentos que le permitió despejar algunos conflictos. Esta vasta experiencia le permitió dar clases en la universidad donde enseñó planeamiento en la industria de los alimentos. Ha publicado más de 30 trabajos de estudio en la materia.
En una segunda etapa de su carrera, a partir de 1990 y hasta 1995, fue invitada a participar como “manager” de un complejo integrado por una iglesia para 500 personas en una

## Reconocimientos
Es miembro de la Cámara de arquitectos húngaros, y de la Sociedad científica para edificios húngaros.
Sus archivos forman parte de la Colección del International Archive of Women in Architecture, Virginia Tech.
Ha representado a Hungría en la UIFA en Berlín y en Washington sobre el tema de su tesis, plantas de procesamiento de alimento pequeñas.
Ha sido invitada a participar de la organización llamada “National Association of Large Families” como asesora arquitecta, esta asociación cuenta con aproximadamente 20.000 familias  afiliadas. En la fundación se elaboran sugerencias o planes para las  agencias gubernamentales, y también se asesora en forma directa a las familias en lo referido a los espacios  de habitar.